# Nesaegocera comorana
Nesaegocera comorana là một loài bướm đêm trong họ Noctuidae.